# Naviera Armas
Die Naviera Armas ist eine spanische Reederei mit Sitz in Las Palmas de Gran Canaria. Sie betreibt mit eigenen Schiffen mehrere Routen zwischen den Kanarischen Inseln sowie im Alborán-Meer. Außerdem besteht eine Fährverbindung auf den Kapverden zwischen Mindelo und Porto Novo.

## Geschichte
Die Reederei wurde im Jahr 1941 von Antonio Armas Curbelo für den Gütertransport gegründet, wobei damals vor allem die Salztransporte eine wichtige Rolle spielten. Sein Sohn, Antonio Armas Fernandez folgte ihm als Geschäftsführer nach. Angefangen hat man mit hölzernen Segelschiffen, die später auch motorbetrieben waren. Später wurde auch die Beförderung von Passagieren aufgenommen. 
Bis 2012 gab es auch eine Verbindung von den Kanaren nach Madeira. Weitere ehemalige Verbindungen führten nach Portimão in Portugal, nach Marokko (2008) sowie von Gran Canaria zur westsaharanischen Stadt El Aaiún (2010).
Anfang 2019 verfügte Naviera Armas über 13 RoPax-Fähren mit Kapazitäten für PKW, LKW und Passagiere.
2021 Verkauft Naviera Armas das Tochterunternehmen Trasmediterránea, welche die Balearischen Routen betrieb, an die Grimaldi Group verkauft und in Grimaldi Transmed umbenannt wird.
Im Mai 2025 wurde bekannt gegeben, dass Naviera Armas zum Verkauf steht. Balearia und Boluda Corporación Marítima, letztere gemeinsam mit Kanarischen Investoren, haben ein unverbindliche Angebote abgegeben. Zudem wurde berichtet, dass sich auch DFDS für einzelne Routen interessiert. Als weitere mögliche Käufer gelten MSC und Stena Line. Der Verkaufswert der Reederei wird auf 200 Millionen Euro geschätzt.

## Zwischenfälle
Am 30. April 2008 lief die 1967 gebaute Ropax-Fähre Assalama mit 113 Passagieren vor der Küste Marokkos auf Grund. Alle Passagiere und Besatzungsmitglieder konnten gerettet werden.
Am 22. April 2017 rammte die Fähre Volcan de Tamasite, die auf dem Weg von Teneriffa nach Las Palmas de Gran Canaria war, die Hafenmole von Las Palmas. Dabei wurden auf dem Schiff 13 Personen leicht verletzt und eine Treibstoffleitung in der Hafenmole beschädigt, wodurch etwa 60.000 Liter Diesel ausliefen. Das Schiff wurde anschließend von Schleppern in den Hafen gebracht, wo die Passagiere von Bord gehen konnten. Die Ursache des Unfalls scheint ein Stromausfall auf dem Schiff gewesen zu sein, der zur Manövrierunfähigkeit führte.

## Flotte

### Aktuelle Schiffe

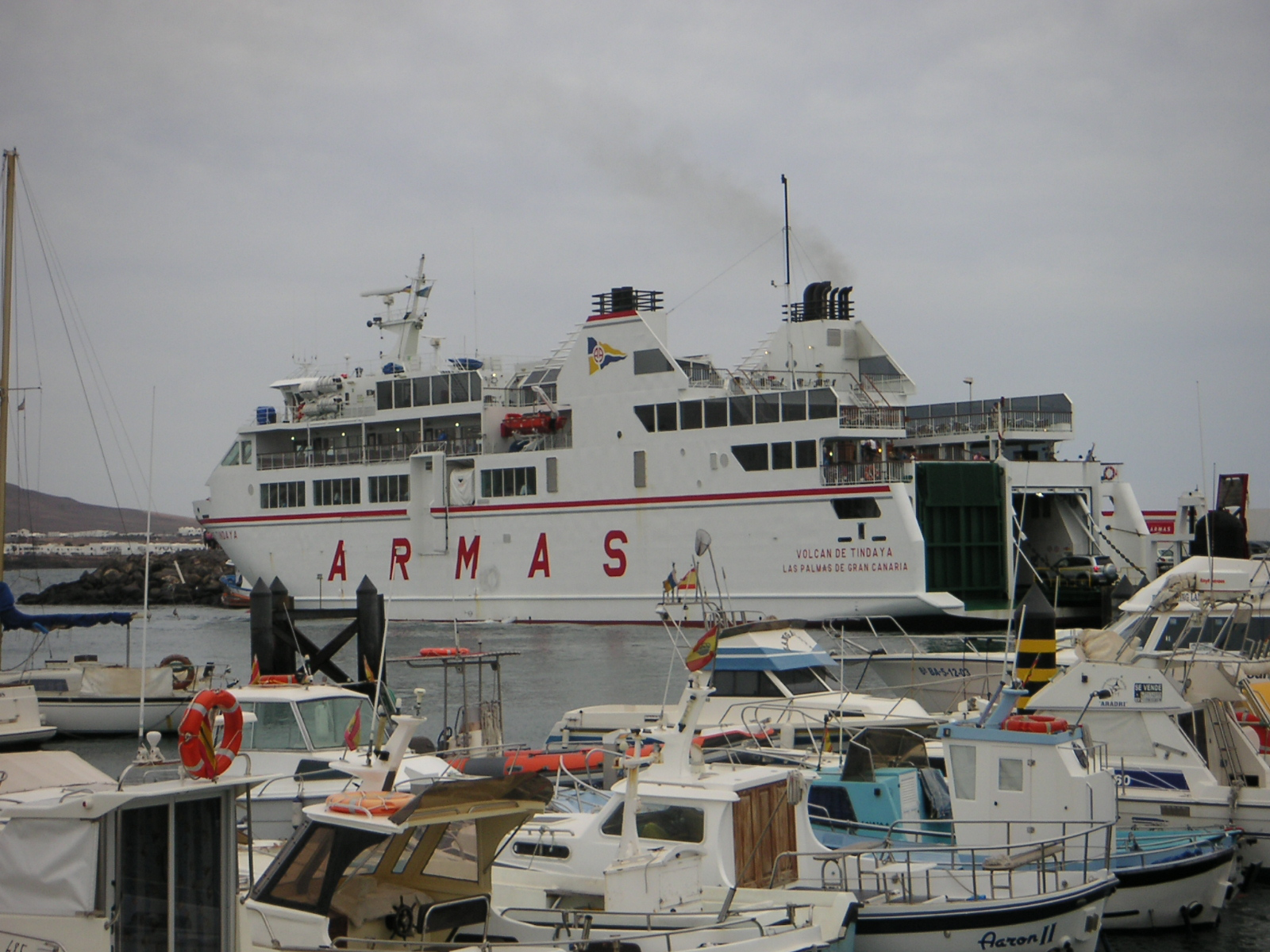
Volcán de Tindaya im Hafen von Playa Blanca auf Lanzarote
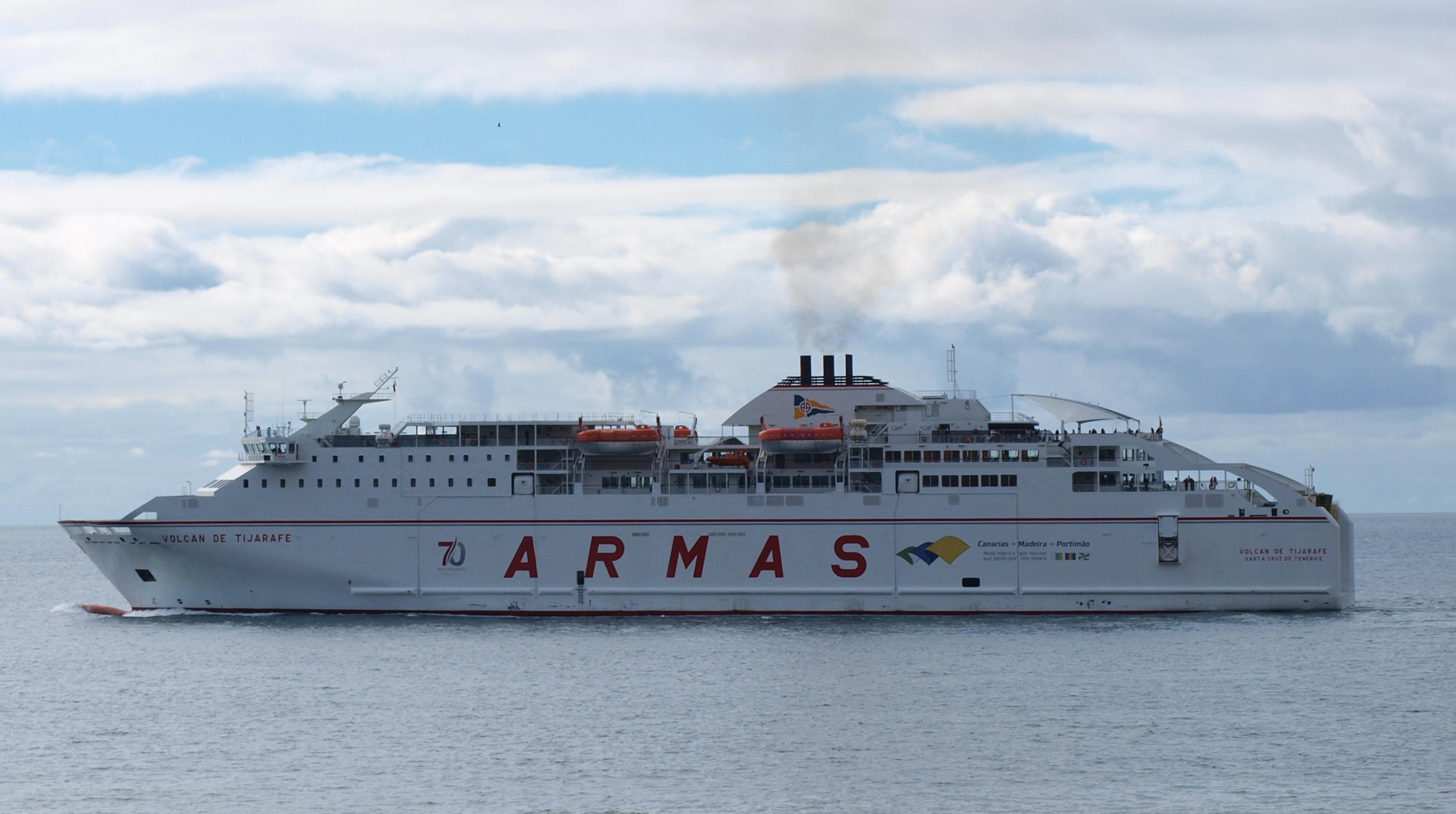
Volcán de Tijarafe bei der Ausfahrt aus dem Hafen von Funchal auf Madeira
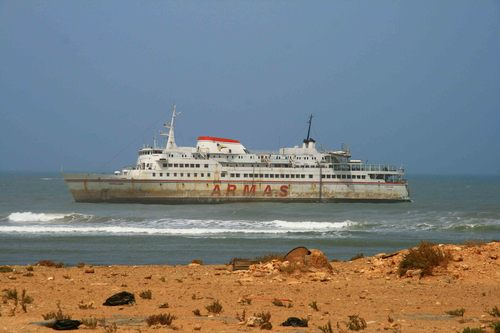
Wrack der Assalama vor Tarfaya

|                    | Volcán del Teide         | Volcán de Tinamar        | Volcán de Tijarafe       | Volcán de Tamadaba       | Volcán de Taburiente     | Volcán de Timanfaya      |
| ------------------ | ------------------------ | ------------------------ | ------------------------ | ------------------------ | ------------------------ | ------------------------ |
| IMO-Nummer         | 9506289                  | 9506291                  | 9398890                  | 9360506                  | 9348558                  | 9281334                  |
| In-Dienst-Stellung | 2011                     | 2011                     | Februar 2007             | Februar 2007             | Juni 2006                | Oktober 2004             |
| Kapazität          | 1500 Passagiere, 300 PKW | 1500 Passagiere, 300 PKW | 1000 Passagiere, 300 PKW | 1000 Passagiere, 300 PKW | 1500 Passagiere, 300 PKW | 1000 Passagiere, 300 PKW |
| Länge              | 175 m                    | 175 m                    | 154 m                    | 154 m                    | 132 m                    | 143 m                    |
| Breite             | 28,1 m                   | 28,1 m                   | 25,6 m                   | 25,6 m                   | 21,5 m                   | 24,2 m                   |
| Tiefgang           | 6,3 m                    | 6,3 m                    | 5,7 m                    | 5,7 m                    | 5,7 m                    | 5,7 m                    |
| Leistung           | 4 × 12.000 PS            | 4 × 12.000 PS            | 2 × 14.000 PS            | 2 × 14.000 PS            | 4 × 6.000 PS             | 2 × 11.250 PS            |
| Geschwindigkeit    | 26 Knoten                | 26 Knoten                | 24,5 Knoten              | 24,5 Knoten              | 24,5 Knoten              | 23 Knoten                |

|                    | Volcán de Tamasite       | Volcán de Tindaya       | Volcán de Tauce              |
| ------------------ | ------------------------ | ----------------------- | ---------------------------- |
| IMO-Nummer         | 9281322                  | 9268411                 | 9081588                      |
| In-Dienst-Stellung | Oktober 2004             | 2003                    | 1994                         |
| Kapazität          | 1500 Passagiere, 300 PKW | 700 Passagiere, 120 PKW | 450 Passagiere, 96 Auflieger |
| Länge              | 143 m                    | 78 m                    | 120 m                        |
| Breite             | 24,2 m                   | 15,5 m                  | 19,5 m                       |
| Höhe               | k. A.                    | 9,8 m                   | 12 m                         |
| Tiefgang           | 5,7 m                    | k. A.                   | 5,3 m                        |
| Leistung           | 2 × 11.250 PS            | 2 × 7.072 PS            | 2 × 4.620 PS                 |
| Geschwindigkeit    | 23 Knoten                | 17 Knoten               | 18 Knoten                    |

### Frühere Schiffe
- Volcán de Tejeda: Verkauf an ein jordanisches Unternehmen im November 2012; neuer Name ist Sinaa; Einsatzgebiet: Rotes Meer[8]